# Kinji Fukasaku
Kinji Fukasaku (深作 欣二, Fukasaku Kinji), né le 3 juillet 1930 à Mito et mort le 12 janvier 2003 à Tokyo, est un acteur, scénariste et réalisateur japonais.

## Biographie
Kinji Fukasaku est né le 3 juillet 1930 à Mito, dans la préfecture d'Ibaraki au Japon.
Il est très tôt confronté à la violence en travaillant durant la Seconde Guerre mondiale dans une fabrique d'armes. Après ses études universitaires, il commence sa carrière en 1953 dans l'important studio japonais Toei comme assistant réalisateur. Il passe à la réalisation en 1961 avec la série du Policier vagabond, qui met en scène un tout jeune Sonny Chiba.
Il investit un genre canonique au Japon, le yakuza-eiga (films sur la pègre japonaise). Ses principaux films de cette époque sont Gangsters en plein jour, Hommes, porcs et loups et Le Caïd de Yokohama. Il réalise également les scènes de combat aérien du film américain Tora! Tora! Tora!.
Ses thèmes de prédilection sont l'après-guerre et la transformation de la société japonaise. Dans les années 1970, il transforme l'image classique du yakuza guidé par l'honneur en celle du gangster mené par l'appât du gain avec des films très violents comme Le Cimetière de la morale (1975) ou Combat sans code d'honneur en 1973. Ce dernier est un succès critique et commercial qui donnera lieu à quatre suites (plus une nouvelle trilogie). Par ces films, il est l'initiateur du genre Jitsuroku eiga (films de yakuzas réalistes, souvent anarchisants, plutôt portés sur la violence spectaculaire).
Il s'oriente ensuite vers le film de samouraïs et la science-fiction. Dans les années 1980, Fukasaku se tourne vers des films plus commerciaux.
En 2000, il réalise Battle Royale. Il commence le tournage de la suite Battle Royale 2 mais doit abandonner à cause d'un cancer de la prostate. Son fils, Kenta Fukasaku, prend le relais et termine le tournage. Fukasaku meurt à Tokyo le 12 janvier 2003, sans voir le film terminé.
Fukasaku a influencé de nombreux réalisateurs dont Takeshi Kitano, Takashi Miike, John Woo et Quentin Tarantino.

## Filmographie
Sauf indication contraire, les titres en français se basent sur ceux de la rétrospective Kinji Fukasaku à la cinémathèque française du 2 juillet au 3 août 2014.

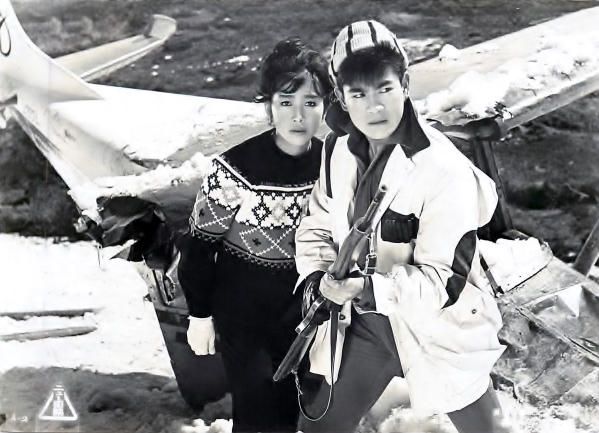
Sonny Chiba dans Le Policier vagabond : La Tragédie de la vallée rouge (1961)

### Les années 1960
- 1961 : Le Policier vagabond : La Tragédie de la vallée rouge (風来坊探偵 赤い谷の惨劇, Fūraibō tantei: Akai tani no sangeki?)
- 1961 : Le Policier vagabond : Le vent franchit le cap (風来坊探偵 岬を渡る黒い風, Fūraibō tantei: Misaki o wataru kuroi kaze?)
- 1961 : Le Type au drôle de chapeau (ファンキーハットの快男児, Fankii hatto no kaidanji?)
- 1961 : Le Type au drôle de chapeau : Le Bras de vingt millions de yens (ファンキーハットの快男児 ２千万円の腕, Fankii hatto no kaidanji: Nisenman-en no ude?)
- 1961 : Du rififi chez les truands ou Gangsters en plein jour (白昼の無頼漢, Hakuchū no buraikan?)
- 1962 : Défi d'amour propre - Fierté agressive (誇り高き挑戦, Hokori takaki chōsen?)
- 1962 : Gang contre G-Men (ギャング対Ｇメン, Gyangu tai G-men?)
- 1963 : La Société des gangsters (ギャング同盟, Gyangu dōmei?)
- 1964 : Jakoman et Tetsu (ジャコ万と鉄, Jakoman to Tetsu?)
- 1964 : Hommes, porcs et loups (狼と豚と人間, Ōkami to buta to ningen?)
- 1966 : Chantage (脅迫（おどし）, Odoshi?)
- 1966 : Duel en plein jour - Le Kamikaze (カミカゼ野郎 真昼の決斗, Kamikaze yarō: Mahiru no kettō?)
- 1966 : Le Dragon sauvage d'Hokkaido (北海の暴れ竜, Hokkai no abareryū?)
- 1967 : La Cérémonie de dissolution du gang (解散式, Kaisan shiki?)
- 1968 : Gambler's Farewell (博徒解散式, Bakuto kaisan-shiki?)
- 1968 : Le Lézard noir (黒蜥蜴, Kurotokage?)
- 1968 : Kamikaze Club (恐喝こそわが人生, Kyōkatsu koso waga jinsei?)
- 1968 : La Bataille au-delà des étoiles (ガンマー第3号 宇宙大作戦, Ganmā daisan gō: Uchū daisakusen?)
- 1969 : La Demeure de la rose noire (黒薔薇の舘, Kuro bara no yakata?)
- 1969 : Le Caïd de Yokohama (日本暴力団 組長, Nihon bōryoku-dan: Kumichō?)

### Les années 1970
- 1970 : Le Blazon ensanglanté (血染の代紋, Chi-zome no daimon?)
- 1970 : Si tu étais jeune (君が若者なら, Kimi ga wakamono nara?)
- 1970 : Tora ! Tora ! Tora !, coréalisé avec Richard Fleischer et Toshio Masuda
- 1971 : Guerre des gangs à Okinawa (博徒外人部隊, Bakuto gaijin butai?)
- 1972 : Sous les drapeaux, l'enfer (軍旗はためく下に, Gunki hatameku motoni?)
- 1972 : Okita le pourfendeur : Yakuza moderne (現代やくざ 人斬り与太, Gendai yakuza: Hito-kiri yota?)
- 1972 : Okita le pourfendeur : Les Trois Frères chiens fous (人斬り与太 狂犬三兄弟, Hito-kiri yota: Kyōken san-kyōdai?)
- 1973 : Combat sans code d'honneur (仁義なき戦い, Jingi naki tatakai?)
- 1973 : Combat sans code d'honneur 2 : Deadly Fight in Hiroshima (仁義なき戦い 広島死闘篇, Jingi naki tatakai: Hiroshima shitō hen?)
- 1973 : Combat sans code d'honneur 3 : Guerre par procuration (仁義なき戦い 代理戦争, Jingi naki tatakai: Dairi sensō?)
- 1974 : Combat sans code d'honneur 4 : Opération au sommet (仁義なき戦い 頂上作戦, Jingi naki tatakai: Chōjō sakusen?)
- 1974 : Combat sans code d'honneur 5 : La Partie finale (仁義なき戦い 完結篇, Jingi naki tatakai: Kanketsu-hen?)
- 1974 : Nouveau combat sans code d'honneur (新仁義なき戦い, Shin jingi naki tatakai?)
- 1975 : Le Cimetière de la morale (仁義の墓場, Jingi no hakaba?)
- 1975 : Police contre Syndicat du crime (県警対組織暴力, Kenkei tai soshiki bōryoku?)
- 1975 : Le Voleur de capitaux (資金源強奪, Shikingen gōdatsu?)
- 1975 : Nouveau combat sans code d'honneur 2 : La Tête du boss (新仁義なき戦い 組長の首, Shin jingi naki tatakai: Kumichō no kubi?)
- 1976 : Violent Panic: The Big Crash (暴走パニック 大激突, Bōsō panikku: Daigekitotsu?)
- 1976 : Tombe de yakuza et fleur de gardénia (やくざの墓場 くちなしの花, Yakuza no hakaba: Kuchinashi no hana?)
- 1976 : Nouveau combat sans code d'honneur 3 : Les Derniers Jours du boss (新仁義なき戦い 組長最後の日, Shin jingi naki tatakai: Kumichō saigo no hi?)
- 1977 : Hokuriku Proxy War (北陸代理戦争, Hokuriku dairi sensō?)
- 1977 : The Doberman Cop (ドーベルマン刑事, Doberuman deka?)
- 1978 : Le Samouraï et le Shogun (柳生一族の陰謀, Yagyū ichizoku no inbō?)
- 1978 : Les Évadés de l'espace (宇宙からのメッセージ, Uchū kara no messēji?)
- 1978 : Last of the Ako Clan (赤穂城断絶, Akō-jō danzetsu?)

### Les années 1980
- 1980 : Virus (復活の日, Fukkatsu no hi?)
- 1981 : The Gate of Youth (青春の門, Seishun no mon?) coréalisé avec Koreyoshi Kurahara
- 1981 : Samurai Reincarnation (魔界転生, Makai tenshō?)
- 1982 : La Rivière Dotonbori (道頓堀川, Dōtonborigawa?)
- 1982 : La Marche de Kamata (蒲田行進曲, Kamata kōshin-kyoku?)
- 1983 : Theatre of Life (人生劇場, Jinsei gekijō?) coréalisé avec Sadao Nakajima et Jun'ya Satō
- 1983 : La Légende des huit samouraïs (里見八犬伝, Satomi hakken-den?)
- 1984 : Rhapsodie de Shanghai (上海バンスキング, Shanhai bansu kingu?)
- 1986 : L'Homme des passions (火宅の人, Kataku no hito?)
- 1987 : La Vengeance du samouraï (必殺ＩＶ 恨みはらします, Hissatsu 4: Urami harashimasu?)
- 1988 : Hana no ran (華の乱?)

### Les années 1990
- 1992 : Un jour étincelant (いつかギラギラする日, Itsuka giragira suru hi?)
- 1994 : Histoire de fantômes à Yotsuya (忠臣蔵外伝 四谷怪談, Chūshingura gaiden yotsuya kaidan?)
- 1999 : La Maison des geishas (おもちゃ, Omocha?)

### Les années 2000
- 2000 : Battle Royale (バトル・ロワイアル, Batoru rowaiaru?)
- 2003 : Battle Royale 2: Requiem (バトル・ロワイアルＩＩ 【鎮魂歌】, Batoru rowaiaru II: Rekuiemu?) coréalisé avec Kenta Fukasaku

### Télévision
- 1995 : Abe Clan (阿部一族, Abe Ichizoku?)

### Jeux vidéo
- 2002 : Clock Tower 3 (Capcom)